# Lars Holster

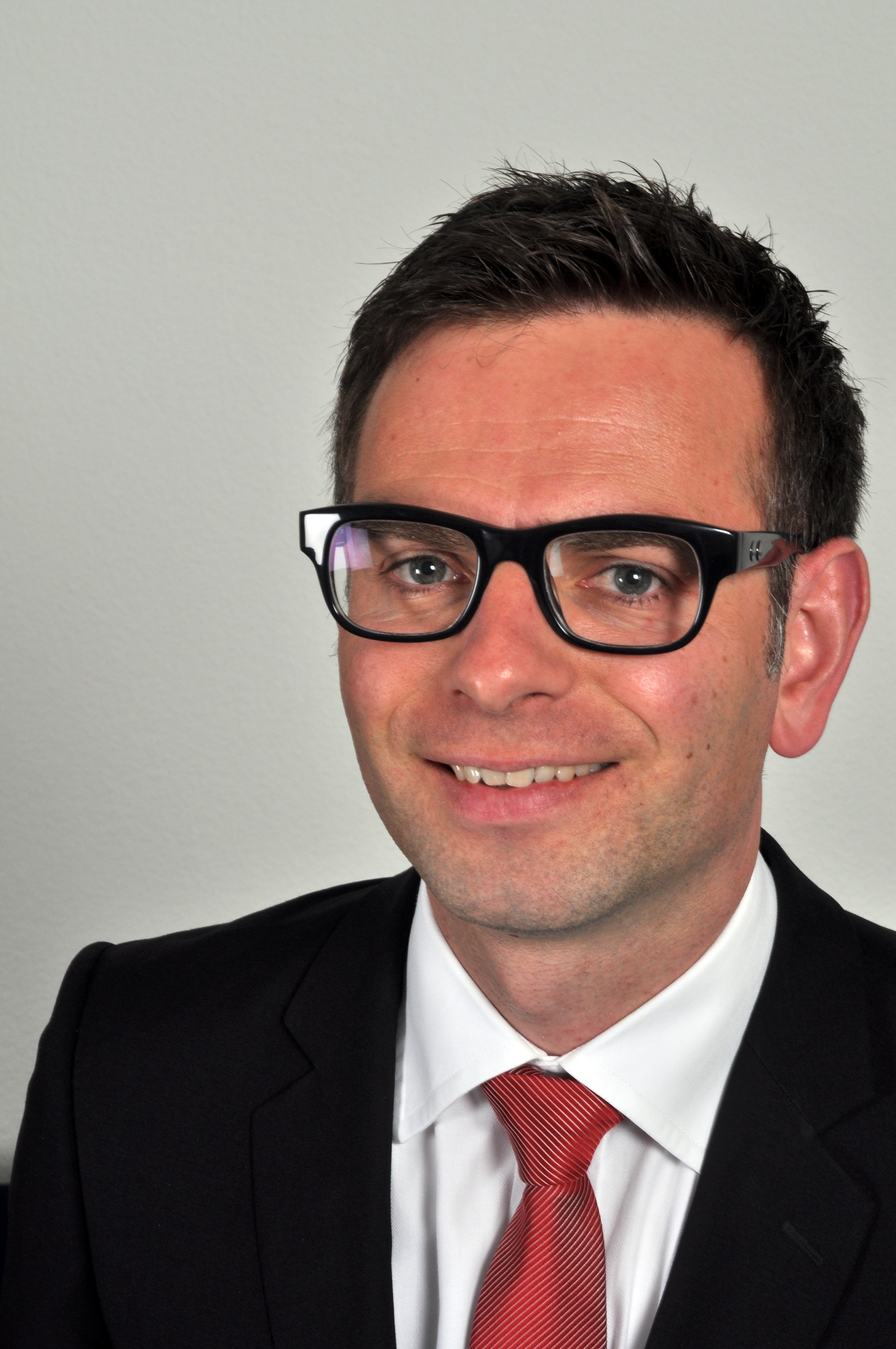
Lars Holster 2011

Lars Holster (* 19. November 1972 in Hamburg) ist ein deutscher Politiker (SPD). Von 2011 bis 2015 war er Mitglied der Hamburgischen Bürgerschaft.

## Berufliches und Privates
Nach dem Abitur am Wirtschaftsgymnasium Wendenstraße 1996 absolvierte Holster zunächst eine Ausbildung zum Versicherungskaufmann. Anschließend absolvierte er an der Universität Hamburg ein Lehramtsstudium in den Fächern Volkswirtschaftslehre und Germanistik. Holster war bis 2015 Konrektor der Stadtteilschule Süderelbe.

## Politische Karriere
Holster vertritt die Vier- und Marschlande im Kreisvorstand der SPD Bergedorf. Er engagiert sich hauptsächlich in den Bereichen Schulpolitik und Jugendhilfe, wo er in der Bezirksversammlung Bergedorf der letzten Legislaturperiode Mitglied im Ausschuss für Jugendhilfe war.
Bei der Bürgerschaftswahl in Hamburg 2011 trat er im Wahlkreis Bergedorf für die SPD an. Er erhielt 2,6 Prozent der Stimmen und schaffte über den Landeslistenplatz 29 den Einzug in das Parlament. Seit dem 7. März 2011 war er somit Mitglied der Hamburgischen Bürgerschaft und seither Schulpolitischer Sprecher seiner Partei. Hinzu kamen Mitgliedschaften in den Ausschüssen "Wissenschaft und Forschung" sowie "Umwelt". Bei der Bürgerschaftswahl 2015 kandidierte Holster auf Platz 60 der Landesliste, errang jedoch kein Mandat.